# Абдул Гафур Ассар
Абдул Гафур Ассар (дарі عبدالغفور عصار; нар. ? — пом. ?) — афганський футболіст, який грав на позиції воротаря. Відомий за виступами в афганському клубі «Махмудіє» та у складі національної збірної Афганістану, в складі якої брав участь у літніх Олімпійських іграх 1948 та Азійських іграх 1951 року.

## Футбольна кар'єра
Абдул Гафур Ассар розпочав займатися футболом під час навчання в кабульському ліцеї Естекляль. З 1934 року Ассар грав у складі кабульської команди «Махмудіє». У 1948 році у складі збірної Афганістану брав участь у літніх Олімпійських іграх 1948, на яких афганська збірна на попередньому етапі поступилася збірній Люксембургу. У 1951 року Абдул Гафур Ассар у складі збірної брав участь Азійських іграх 1951 року, на яких афганська збірна зайняла 4-те місце.